# Casinos
Casinos egy község Spanyolországban, Valencia tartományban. Casinos Llíria és Villar del Arzobispo községekkel határos. Lakosainak száma 3113 fő (2024).

## Népesség
A település népessége az utóbbi években az alábbiak szerint változott:
| Lakosok száma | 2358 | 2382 | 2560 | 2585 | 2842 | 2785 | 2759 | 2777 | 2994 | 3113 |
|               | 2001 | 2004 | 2007 | 2009 | 2011 | 2015 | 2017 | 2019 | 2022 | 2024 |